# 宇都宮市立昭和小学校
 宇都宮市立昭和小学校（うつのみやしりつ しょうわしょうがっこう）は、栃木県宇都宮市戸祭元町にある公立小学校。

## 沿革
- 1929年（昭和4年） 4月 - 宇都宮昭和尋常小学校として現在の栃木県総合文化センターの場所に開校。当時の児童数305名、7学級、教職員9名（校医1名を含む）[2]。栃木県師範学校附属小学校の代用（-1932年3月）
- 1932年（昭和7年） 4月 - 通学区域決定（百目鬼・西塙田・尾上・小伝馬・寿・泉）
- 1941年（昭和16年） 4月 - 宇都宮市昭和国民学校と改称
- 1945年（昭和20年） 7月 - 宇都宮空襲により講堂を残して全焼。残った講堂に職員室と4つの教室を設置し、9月に授業を再開する[3]。天気の良い日は「青空教室」と称して八幡山で授業を行った[3]。教室不足のため上級生は戸祭国民学校に通学した[3]。
- 1946年（昭和21年） 9月 - 仮校舎完成
- 1947年（昭和22年） 4月 - 宇都宮市立昭和小学校と改称
- 1948年（昭和23年） 4月 - 校舎復旧
- 1953年（昭和28年） 
  - 5月 - 宇都宮市役所新築のため現在地に校舎を新築
  - 6月12日 - 全校生が机や椅子を運び引越しを行った
- 1954年（昭和29年） 4月 - 戸祭小学校の通学区の一部（戸祭本町）編入
- 1962年（昭和37年） 2月 - 校庭拡張整備
- 1966年（昭和41年） 4月 - 言語障害治療教室を開設
- 1969年（昭和44年） 4月 - 戸祭小学校通学区の一部編入（星が丘1丁目・2丁目、清住1丁目 - 3丁目）
- 1973年（昭和48年） 6月 - 戸祭町2757番地2に言語障害児分教室を新築移転
- 1979年（昭和54年） 7月 - 校舎改築工事着工（1981年3月7日完成）
- 1981年（昭和56年） 7月20日 - プール完成
- 1982年（昭和57年） 2月4日 - 体育館完成
- 1986年（昭和61年） 6月12日 - 創立記念の日を同日に統一
- 1996年（平成8年） 4月 - 言語障害児分教室からことばの教室に名称変更
- 1999年（平成11年）11月 - 創立70周年記念式典を県総合文化センターで挙行
- 2003年（平成15年）10月3日 - 6年生が栃木県庁舎（現・昭和館）の閉庁式で「蛍の光」を演奏[4]
- 2009年（平成21年）
  - 6月 - 全教室にエアコン設置
  - 10月 - 被爆ピアノコンサート、50インチ大型テレビ全教室に配置
- 2010年（平成22年） 4月 - 特別支援学級（自閉症・情緒障害）そよかぜ設置
- 2012年（平成24年） 4月 - ことばの教室を宝木小へ移転
- 2017年（平成29年） 11月28日 - アルミ缶回収について、アルミ缶リサイクル協会より表彰を受ける[5]

## 通学区域
通学区域は以下の通り。
宇都宮市
- 泉町の一部
- 小幡1丁目の一部
- 清住1丁目、2丁目の一部、3丁目の一部
- 下戸祭1-2丁目
- 昭和1丁目 - 3丁目

- 戸祭台
- 戸祭町の一部
- 八幡台の一部
- 戸祭元町
- 塙田1丁目の一部、2丁目の一部、5丁目

- 馬場通り1丁目の一部
- 東戸祭1丁目
- 星が丘1-2丁目
- 本町の一部

## 学校行事
- アルミ缶回収

児童会環境委員会が毎月ゼロの付く日（10日、20日、30日）に行っているアルミ缶回収事業
- 昭和小インターン・シップ

学校が6年児童を対象に独自に行う職業体験で、近隣の小売店や図書館、マスコミなどにて行われる。
- 山野横断大会

八幡山公園内を使用した徒競走で全学年がそれぞれの距離を走る。11月末から12月上旬にかけて実施。
- 6年生を中心に行われるウォークラリー大会が毎年6月ごろに行われる[5]。

## 関係者

### 出身者
- 上野通子（参議院議員、文部科学副大臣）

## アクセス
- 関東自動車「昭和小学校前」停留所下車。
  - 停車系統は、1系統「宇都宮駅」行（宝木団地発）、54系統「宝木団地」行・「戸祭台循環（みやバス）」。

## 周辺
- 栃木県庁
  - 北別館 - 敷地が隣接
  - 北第2別館A棟
  - 本庁舎
    - 自治研修所

  - 南館
  - 県庁内郵便局
- 県合同庁舎
  - 栃木県警察本部
- 栃木県公館
- とちぎテレビ
- 八幡山公園
  - 宇都宮タワー
- 栃木県警宇都宮中央警察署